# Carmelo (football, 1983)
Pour les articles homonymes, voir González et Carmelo.
Carmelo González Jiménez dit Carmelo, né le 9 septembre 1983 à Las Palmas de Gran Canaria, est un footballeur espagnol évoluant au Buriram United Football Club.

## Palmarès

### En club
- CD Numancia
  - Vainqueur de la Liga Adelante : 2008

### En sélection
- Espagne
  - Vainqueur de la Coupe Méridien avec les moins de 17 ans : 2001
  - Vainqueur du Championnat d'Europe des moins de 19 ans : 2002